# Отключения интернета в России
Отключения мобильного интернета в России начались с мая 2025 года и стали регулярным явлением. В июне 2025 года в стране было зафиксировано 655 отключений Интернета, уже в июле этот показатель поднялся до 2 099, превысив количество отключений во всём мире за год. Обоснованием отключений государственные органы назвали защиту от управляемых по мобильному интернету беспилотников. По состоянию на июль, проблемы наблюдались во всех регионах страны, даже отдаленных от границ и досягаемости беспилотников.  

## Предыстория
Массовые отключения интернета организуют под разными предлогами. В 2019 году, в Москве во время протестов, в связи с недопуском оппозиционных кандидатов на выборы в Мосгордуму, участники протестов столкнулись со сбоями в работе мобильного интернета. Тогда правозащитники обозначили это событие «первым государственным шатдауном». С началом конфликта в Украине часть таких отклонений происходила на подконтрольных России территориях в Украине из-за действий российских войск на телекоммуникационную инфраструктуру. 
Первые региональные отключения начались начались в мае 2025 года, в преддверии дня Победы, мобильная связь отсутствовала в более 40 регионах. Отключения обосновывались созданием безопасности на проходивших мероприятий. После дня России проблема стала массовой. По данным проекта «На связи» в июне было зафиксировано 655 отключений мобильного интернета. В мае таких случаев было всего 69. В некоторых регионах мобильная связь пропадала на несколько дней подряд. Почти в 80% территории страны хотя бы временно отсутствовал мобильный интернет.
В июне 2025 года российские депутаты выступили с предложением о запуске системы SMS-оповещения населения об отключениях мобильного интернета. Просьба депутатами была озвучена главе Минцифры Максуту Шадаеву.

### Сопутствующие события
24 июня президент РФ Владимир Путин подписал указ о создании в России национального мессенджера Max.
В июле 2025 года в силу вступил закон о поиске экстремистских материалов, который вводит административную ответственность за умышленный поиск в интернете материалов, включённых в федеральный список экстремистских материалов. Законопроект также ввёл штрафы за рекламу VPN-сервисов и признал использование VPN отягчающим обстоятельством при совершении преступления.

## Мнения
Директор Общества защиты интернета отмечает, что основная навигация у дронов основана на GPS. Однако на больших территориях невозможно полностью обеспечить ни стабильный интернет, ни надёжно заглушить GPS, потому современные дроны используют комбинации из различных инерциальных систем наведения, которые корректируются другими способами. Дроны могут продолжить полёт по заданной траектории даже без интернета.
Правозащитная организация Human Rights Watch описывает ситуацию как ещё один шаг к контролю и изоляции, создавая "интернет по кусочкам" под полным надзором государства. Стратегия государства постепенно ограничивает свободы и приближает Россию к китайской модели "великого файрвола". Согласно заявлениям Access Now и других организаций занимающихся защитой цифровых прав, подобные отключения, введённые без общественного контроля и юридического обоснования, нарушают основные права человека. 
Отключения проходят в регионах включая удалённые от зоны конфликта в Украине и досягаемости беспилотных средств, что вызывало вопросы о пропорциональности и истинных мотивах таких мер.
Специалисты в области технологий отмечают, что российские власти перешли на массовое применение технологии Deep Packet Inspection.
В конце 2024 года систему тестировали уже несколько раз в «учениях» по отключению от глобального интернета — информацию об этом в своих отчётах подтверждали NetBlocks и Access Now. 

## Последствия
Отключение Интернета по всей России повлекло за собой тысячи жалоб от жителей различных регионов, нарушив повседневную жизнь и вызвало общественный резонанс. Во время отключений наблюдаются проблемы с работой мессенджеров, отсутствие доступа к банковским приложениям, приложениям и сервисам заказа еды, такси и маркетплейсов. Пользователи отмечали перебои с голосовой связью, сбои в отправке SMS и проблемы с навигацией. Проблемы особенно серьёзно наблюдаются в сельской местности.
Отключения сказались на работе такси: водители столкнулись с трудностями при завершении заказов и были вынуждены звонить в поддержку, из-за чего увеличивается стоимость поездки. В электричках, по словам пассажиров, появились сложности с оплатой билетов через мобильные приложения, контролеры сообщили, что временно принимают оплату только наличными.
Жители Воронежской области отмечали проблемы с оплатой в магазинах из-за отключений мобильного интернета. Хотя местные власти отрицали поступление таких жалоб. В Республике Удмуртия посоветовали приезжать с наличными из-за отключений интернета, а также иметь офлайн-карты для навигации по региону.
По оценкам TechRadar за июль экономический ущерб вызванный отключениями Интернета составил около 26 млрд рублей (~290 млн долларов).